# Yville-sur-Seine
Yville-sur-Seine est une commune française, située dans le département de la Seine-Maritime en Normandie.

## Géographie

### Localisation
Comme son nom le suggère, Yville-sur-Seine est une commune de la vallée de la Seine dans le Roumois, qui ,est situéer à vol d'oiseau à 16 km à l'ouest de Rouen, 7km au noird-est de Bourg-Achard, 27 km à l'est de Pont-Audemer et 17 km au sud de Barentin.
La commune fait partie de l'aire d'attraction de Rouen ainsi que dans sa zone d'emploi, et dans le bassin de vie de Bourg-Achard. Elle fait partie de la Métropole Rouen Normandie.

### Communes limitrophes
Les communes limitrophes sont  Anneville-Ambourville, Bardouville, Barneville-sur-Seine, Le Mesnil-sous-Jumièges et Mauny.
|                         | Anneville-Ambourville       | Bardouville |
| Le Mesnil-sous-Jumièges | Yville-sur-Seine            | Mauny       |
|                         | Barneville-sur-Seine (Eure) |             |

### Géologie et relief
La superficie de la commune est de 8,25 km2 ; son altitude varie de 1  à   60 mètres.

### Hydrographie
La commune est située dans le bassin Seine-Normandie. Elle est drainée par la Seine, les fossés 01, 02, 03, 04, 05 et 06 de la commune de Yville-sur-Seine,,,, et un autre petit cours d'eau,.
La Seine s'écoule localement du nord vers le sud et constitue la limite ouest de la commune. Elle prend sa source à Source-Seine, en Côte-d'Or, sur le plateau de Langres, traverse le département avec de larges méandres sur son flanc sud et se jette dans la Manche entre Le Havre et Honfleur. 
Cinq plans d'eau complètent le réseau hydrographique : la sablière 1 de la Corne de Cerf (3,22 ha), la sablière 2 de la Corne de Cerf (9,91 ha), la sablière 2 du le marais Brésil, d'une superficie totale de 74,6 ha (19,43 ha sur la commune), la sablière de la Butte du Homet (12,38 ha) et la sablière de la Pâture Communale (1,65 ha),.

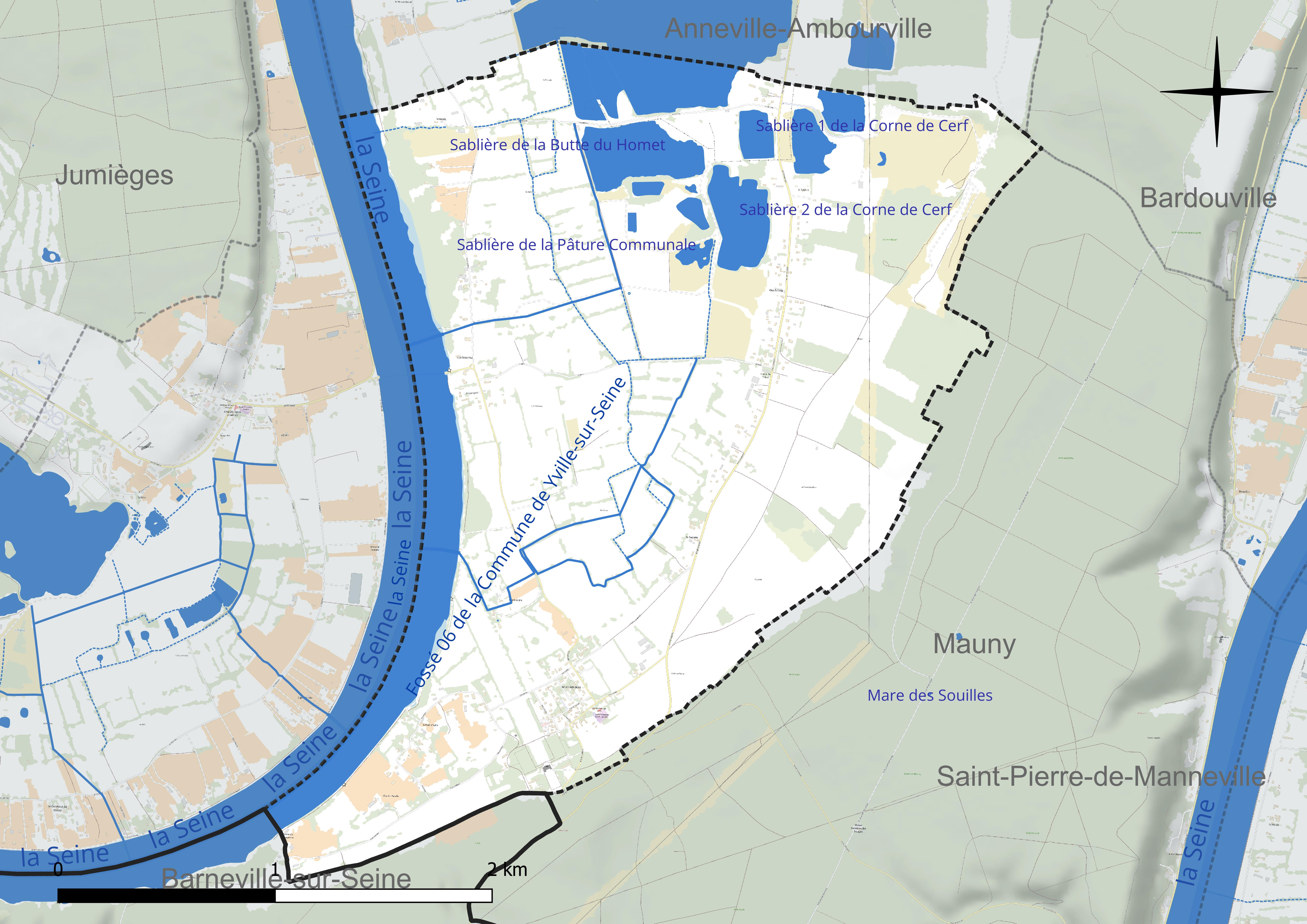
Réseau hydrographique d'Yville-sur-Seine.

### Climat
Pour des articles plus généraux, voir Climat de la Normandie et Climat de la Seine-Maritime.
En 2010, le climat de la commune est de type climat océanique altéré, selon une étude du CNRS s'appuyant sur une série de données couvrant la période 1971-2000. En 2020, Météo-France publie une typologie des climats de la France métropolitaine dans laquelle la commune est exposée à un climat océanique et est dans la région climatique Côtes de la Manche orientale, caractérisée par un faible ensoleillement (1 550 h/an) ; forte humidité de l’air (plus de 20 h/jour avec humidité relative > 80 % en hiver), vents forts fréquents. Parallèlement le GIEC normand, un groupe régional d’experts sur le climat, différencie quant à lui, dans une étude de 2020, trois grands types de climats pour la région Normandie, nuancés à une échelle plus fine par les facteurs géographiques locaux. La commune est, selon ce zonage, exposée à un « climat contrasté des collines », correspondant au Pays d’Auge, Lieuvin et Roumois, moins directement soumis aux flux océaniques et connaissant toutefois des précipitations assez marquées en raison des reliefs collinaires qui favorisent leur formation.
Pour la période 1971-2000, la température annuelle moyenne est de 10,7 °C, avec une amplitude thermique annuelle de 12,2 °C. Le cumul annuel moyen de précipitations est de 808 mm, avec 12,4 jours de précipitations en janvier et 8,4 jours en juillet. Pour la période 1991-2020, la température moyenne annuelle observée sur la station météorologique la plus proche, située sur la commune de Jumièges à 6 km à vol d'oiseau, est de 12,2 °C et le cumul annuel moyen de précipitations est de 843,5 mm,. Pour l'avenir, les paramètres climatiques de la commune estimés pour 2050 selon différents scénarios d’émission de gaz à effet de serre sont consultables sur un site dédié publié par Météo-France en novembre 2022.

### Milieux naturels et biodiversité
La commune fait partie du parc naturel régional des Boucles de la Seine normande.

## Urbanisme

### Typologie
Au 1er janvier 2024, Yville-sur-Seine est catégorisée commune rurale à habitat dispersé, selon la nouvelle grille communale de densité à sept niveaux définie par l'Insee en 2022.
Elle est située hors unité urbaine. Par ailleurs la commune fait partie de l'aire d'attraction de Rouen, dont elle est une commune de la couronne,. Cette aire, qui regroupe 317 communes, est catégorisée dans les aires de 200 000 à moins de 700 000 habitants,.

### Occupation des sols

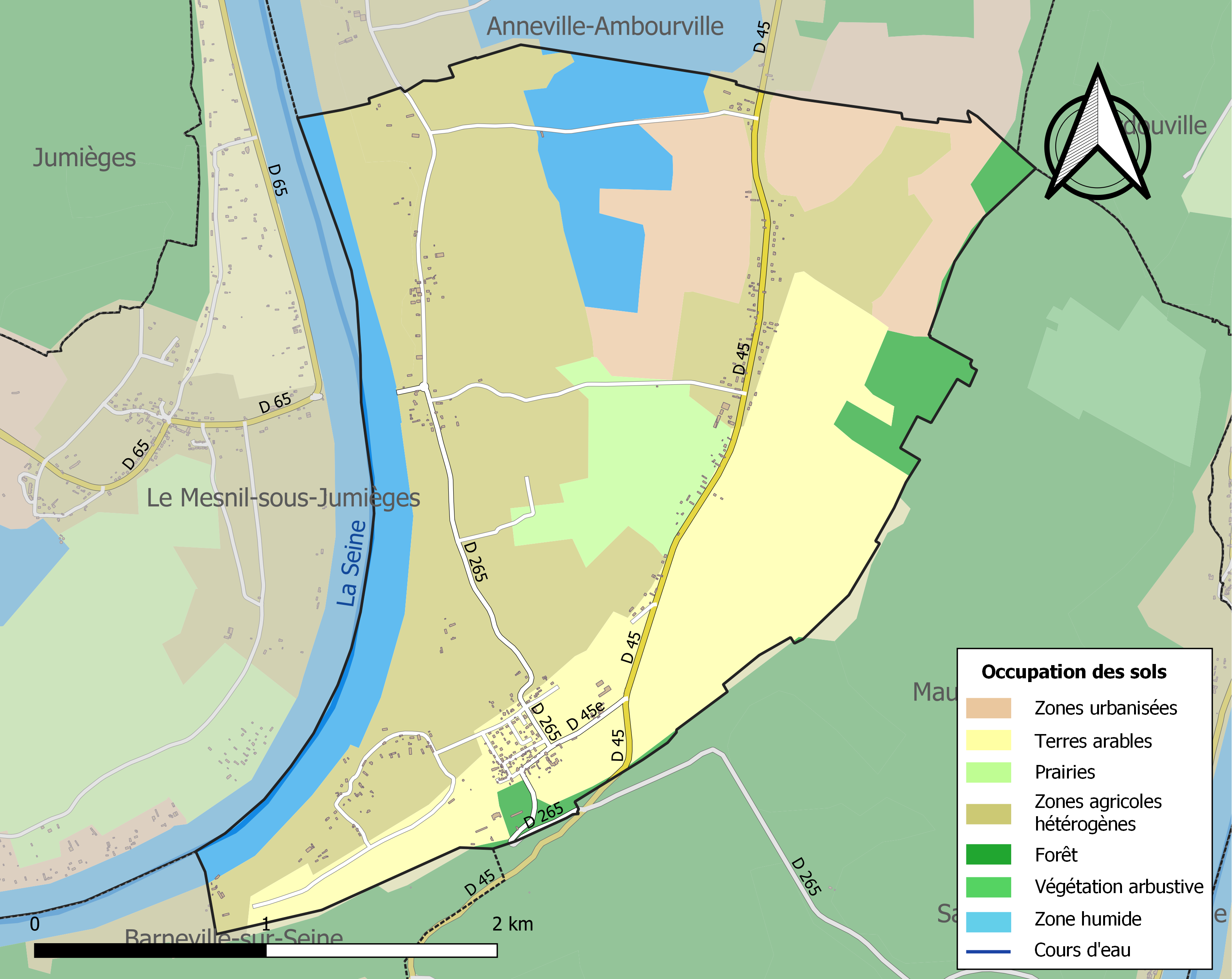
Carte des infrastructures et de l'occupation des sols de la commune en 2018 (CLC).

L'occupation des sols de la commune, telle qu'elle ressort de la base de données européenne d’occupation biophysique des sols Corine Land Cover (CLC), est marquée par l'importance des territoires agricoles (71,6 % en 2018), en diminution par rapport à 1990 (76,2 %).
La répartition détaillée en 2018 est la suivante : zones agricoles hétérogènes (43,3 %), terres arables (22,5 %), eaux continentales (13,2 %), mines, décharges et chantiers (11,6 %), prairies (5,8 %), forêts (3,6 %).
L'évolution de l’occupation des sols de la commune et de ses infrastructures peut être observée sur les différentes représentations cartographiques du territoire : la carte de Cassini (XVIIIe siècle), la carte d'état-major (1820-1866) et les cartes ou photos aériennes de l'IGN pour la période actuelle (1950 à aujourd'hui).

### Habitat et logement
En 2021, le nombre total de logements dans la commune était de 203, alors qu'il était de 207 en 2016 et de 196 en 2011.
Parmi ces logements, 90 % étaient des résidences principales, 4,2 % des résidences secondaires et 5,8 % des logements vacants. Ces logements étaient pour 97,9 % d'entre eux des maisons individuelles et pour 0 % des appartements.
Le tableau ci-dessous présente la typologie des logements à Yville-sur-Seine en 2021 en comparaison avec celle de la Seine-Maritime et de la France entière. Une caractéristique marquante du parc de logements est ainsi une proportion de résidences secondaires et logements occasionnels (4,2 %) supérieure à celle du département (4,1 %) mais inférieure à celle de la France entière (9,7 %).
| Typologie                                               | Yville-sur-Seine | Seine-Maritime | France entière |
| ------------------------------------------------------- | ---------------- | -------------- | -------------- |
| Résidences principales (en %)                           | 90               | 88             | 82,2           |
| Résidences secondaires et logements occasionnels (en %) | 4,2              | 4,1            | 9,7            |
| Logements vacants (en %)                                | 5,8              | 7,9            | 8,1            |

### Voies de communication et transports

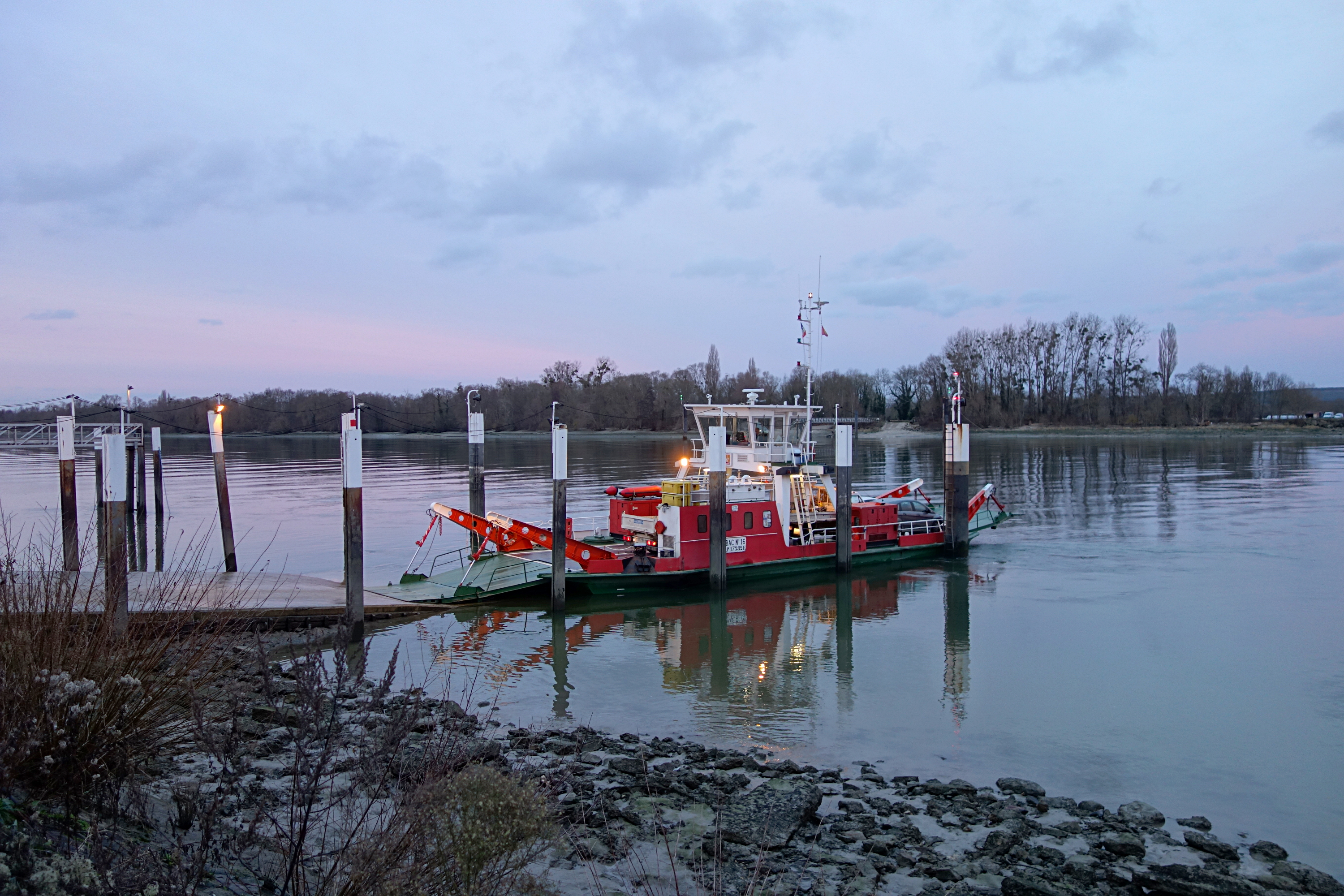
Le bac en 2016.

Les ponts les plus proches permettant de traverser la Seine sont le pont de Brotonne à Caudebec-en-Caux et le pont Gustave-Flaubert à Rouen.
Un bac permet de rejoindre Le Mesnil-sous-Jumièges.

## Toponymie
Le nom de la localité est attesté sous la forme Wit villam vers 1025 ; Vuitvilla[m] (lire Witvilla) vers 1080 ; Wiville en 1172-1178 ; Wivillam en 1216 ; Wivilla en 1221 ; Wiville en 1226 ; Huivilla vers 1240 ; Wyvilla en 1254 ; Yvilla en 1265 ; Yville en 1277 ; Iville en 1307 ; Iville en 1431 ; Iville 1857 ; Yville-sur-Seine en 1953,.
Il s'agit d'une formation toponymique en -ville au sens ancien de « domaine rural » (d'où vilain, paysan médiéval). Il est généralement précédé d'un anthroponyme de type germanique ou, en Normandie, de type scandinave ou anglo-saxon.
Quelques toponymistes ont suggéré le nom de personne germanique Wido > Guy pour expliquer l'élément Wit- > Y-. François de Beaurepaire propose également de rapprocher Yville-sur-Seine d’Iville (Eure, Yvilla 1181), ainsi que de Vitot (Eure, Witot 1035 - 1047) et Ymare (Seine-Maritime, Wimara vers 1240). On note qu'il existe également quelques autres microtoponymes Iville / Yville, dont un hameau à Héronchelles (Seine-Maritime, Yville 1505). Pour expliquer Iville, François de Beaurepaire propose aussi le nom de personne anglo-saxon Hwita, sans tenir compte de l'existence de l'anthroponyme vieux danois Hwit, variante du vieux norrois Hvítr « le Blanc », alors qu'il note la proximité géographique entre Iville et Vitot (3 km), toponyme dont le second élément -tot représente l'ancien scandinave topt, toft « emplacement, établissement, ferme ». Il compare avec les paires Hattenville / Hattentot ou Cideville / Cidetot et suppose qu'il s'agit d’un même et unique personnage qui est à l'origine du nom en -ville et du nom en -tot.
Remarque : l’effacement du W- s'est souvent produit dans la partie occidentale de la Normandie devant [i], [ɛ], [e] cf. Igoville (Eure, Wigovilla XIIe siècle) et on le constate pour Yville, déjà à partir de la seconde moitié du XIIIe siècle. Le nom de personne germanique occidental Wido > Guy semble avoir été peu employé dans la toponymie normande et comme nom de baptême dans la Normandie ducale, c'est pourquoi son association avec -tot et -mare, tous deux appellatifs d'origine scandinave, est peu probable.

## Politique et administration

### Rattachements administratifs et électoraux

#### Rattachements administratifs
La commune se trouve dans l'arrondissement de Rouen du département de la Seine-Maritime.
Elle faisait partie depuis 1801 du canton de Duclair. Dans le cadre du redécoupage cantonal de 2014 en France, cette circonscription administrative territoriale a disparu, et le canton n'est plus qu'une circonscription électorale.

#### Rattachements électoraux
Pour les élections départementales, la commune fait partie depuis 2014 du canton de Barentin.
Pour l'élection des députés, elle fait partie de la cinquième circonscription de la Seine-Maritime.

### Intercommunalité
Yville-sur-Seine était membre de la communauté de communes Seine-Austreberthe, un établissement public de coopération intercommunale (EPCI) à fiscalité propre créé fin 1997 et auquel la commune avait transféré un certain nombre de ses compétences, dans les conditions déterminées par le code général des collectivités territoriales.
Cette structure fusionne avec trois autres intercommunalité pour former, le 1er janvier 23010, la communauté d'agglomération Rouen-Elbeuf-Austreberthe (CREA).
Dans le cadre de la mise en œuvre des dispositions de la loi de modernisation de l'action publique territoriale et d'affirmation des métropoles (loi MAPAM) du 27 janvier 2014, la communauté d'agglomération est transformée en métropole le 1er janvier 2015 sous le nom de Métropole Rouen Normandie, dont fait donc parftie la commune.

### Liste des maires
| Période                                  | Période                         | Identité                      | Étiquette | Qualité                                                                           |
| ---------------------------------------- | ------------------------------- | ----------------------------- | --------- | --------------------------------------------------------------------------------- |
| Les données manquantes sont à compléter. |                                 |                               |           |                                                                                   |
|                                          |                                 |                               |           |                                                                                   |
| 1813                                     |                                 | G. de Gerville                |           |                                                                                   |
| 1852                                     |                                 | Pierre Testu                  |           |                                                                                   |
|                                          |                                 |                               |           |                                                                                   |
| 1890                                     | 1892                            | Isidore Mutel                 |           |                                                                                   |
| 1892                                     | 1919                            | Gabriel de Maurès de Malartic |           |                                                                                   |
| 1919                                     | 1920                            | Auguste Souchet               |           |                                                                                   |
| 1920                                     | 1971                            | Arnauld de Maurès de Malartic |           |                                                                                   |
| 1971                                     | 1972                            | Georges Degon                 |           |                                                                                   |
| 1972                                     | 1977                            | Alphonse Neveu                |           |                                                                                   |
| 1977                                     | 1989                            | Georges Carpentier            |           |                                                                                   |
| 1989                                     | 1991                            | Jérôme Blin                   |           |                                                                                   |
| 1991                                     | 1995                            | Georges Carpentier            |           |                                                                                   |
| 1995                                     | 2008                            | François Le Gallo             |           |                                                                                   |
| 2008                                     | 2014                            | Bernard Catti                 |           | Chargé de communication à l’Ademe Vice-président de la CREA (2010 → 2014)         |
| 2014                                     | 2018                            | François Le Gallo             |           | Démissionnaire                                                                    |
| avril 2018                               | octobre 2022                    | Nadine Bienfait-Loise ,       |           | Mandat écourté par la démission d'une partie du conseil municipal et de la maire. |
| décembre 2022                            | En cours (au 19 septembre 2024) | Marc Larcheveque              |           |                                                                                   |

## Équipements et services publics

### Enseignement
La commune dispose d'une école municipale, de deux classes.

## Population et société

### Démographie
L'évolution du nombre d'habitants est connue à travers les recensements de la population effectués dans la commune depuis 1793. Pour les communes de moins de 10 000 habitants, une enquête de recensement portant sur toute la population est réalisée tous les cinq ans, les populations de référence des années intermédiaires étant quant à elles estimées par interpolation ou extrapolation. Pour la commune, le premier recensement exhaustif entrant dans le cadre du nouveau dispositif a été réalisé en 2006.

En 2022, la commune comptait 424 habitants, en évolution de −7,22 % par rapport à 2016 (Seine-Maritime : +0,35 %, France hors Mayotte : +2,11 %).
| 1793 | 1800 | 1806 | 1821 | 1831 | 1836 | 1841 | 1846 | 1851 |
| ---- | ---- | ---- | ---- | ---- | ---- | ---- | ---- | ---- |
| 550  | 610  | 547  | 481  | 441  | 437  | 464  | 461  | 460  |

| 1856 | 1861 | 1866 | 1872 | 1876 | 1881 | 1886 | 1891 | 1896 |
| ---- | ---- | ---- | ---- | ---- | ---- | ---- | ---- | ---- |
| 436  | 453  | 432  | 384  | 408  | 410  | 381  | 367  | 332  |

| 1901 | 1906 | 1911 | 1921 | 1926 | 1931 | 1936 | 1946 | 1954 |
| ---- | ---- | ---- | ---- | ---- | ---- | ---- | ---- | ---- |
| 307  | 325  | 321  | 275  | 293  | 238  | 273  | 311  | 268  |

| 1962 | 1968 | 1975 | 1982 | 1990 | 1999 | 2006 | 2011 | 2016 |
| ---- | ---- | ---- | ---- | ---- | ---- | ---- | ---- | ---- |
| 297  | 280  | 240  | 388  | 414  | 433  | 431  | 477  | 457  |

| 2021 | 2022 | - | - | - | - | - | - | - |
| ---- | ---- | - | - | - | - | - | - | - |
| 431  | 424  | - | - | - | - | - | - | - |

### Cultes
Yville-sur-Seine appartient à la paroisse catholique Saint-Philibert de Duclair – Boucles de Seine qui fait partie du doyenné Rouen-Ouest de l'archidiocèse de Rouen.

## Culture locale et patrimoine

### Lieux et monuments

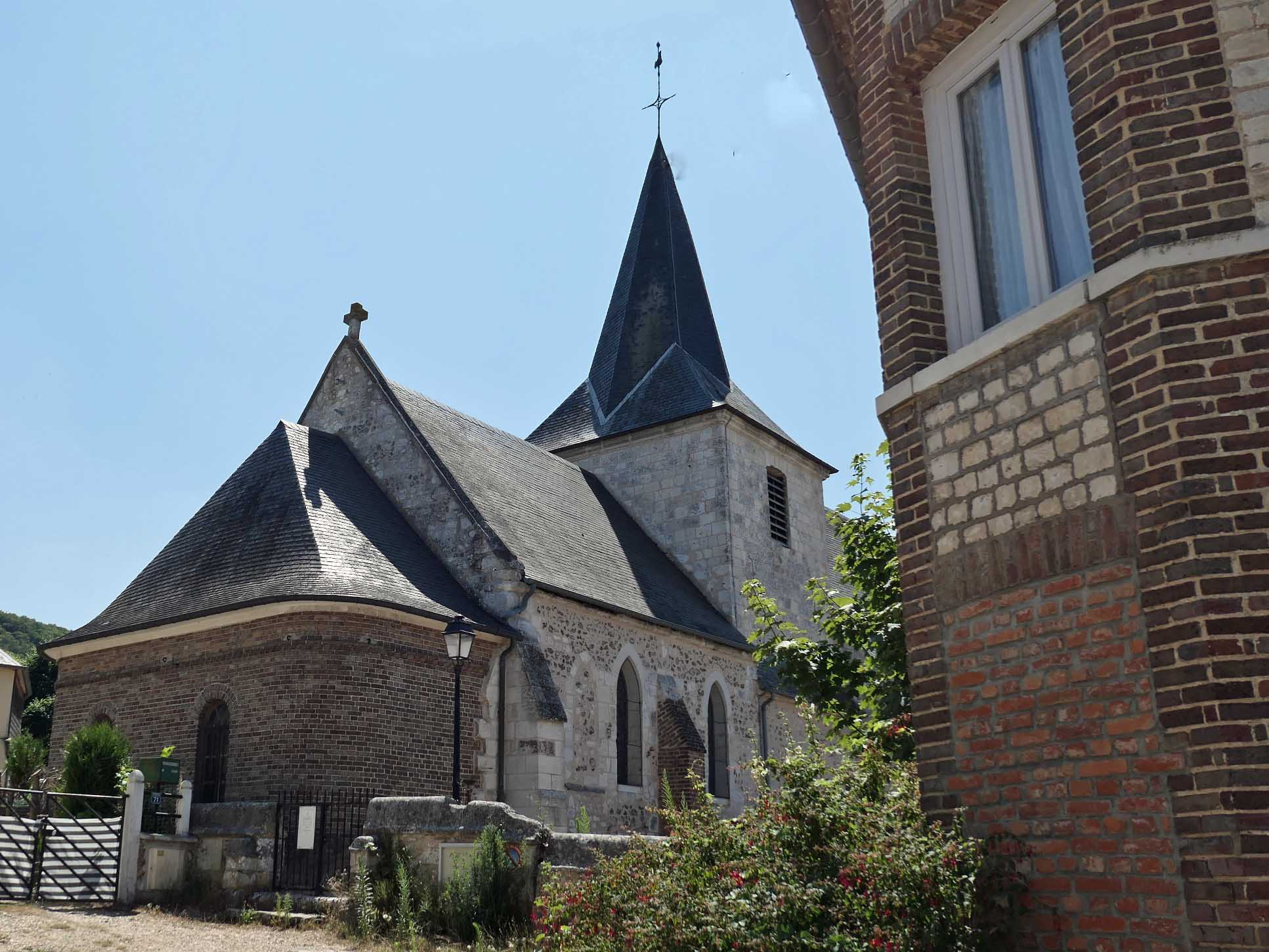
Le chevet de l'église.

- Château d'Yville  Inscrit MH (1931)[36],[37],[38] (XVIIIe siècle) construit par Jean-Jacques Martinet sur des plans attribués à Jules Hardouin-Mansart, ayant appartenu au financier John Law de 1720 à 1723.

En 1943, il sert de poste de commandement à la 21e Panzerdivision puis à la 9e Panzerdivision.
- Église Saint-Léger-et-Saint-Louis, dotée d'un décor sculpté du XIe ou du XIIe siècle[40].
- Croix de cimetière, datant probablement du XVe siècle[41].
- Manoir de la grande-ferme, du XVe siècle[42].
- Maisons et fermes anciennes, du XVe au XIXe siècle[43].
- Chemin de randonnée[44].

## Pour approfondir